# Resseliella cincta
Resseliella cincta är en tvåvingeart som först beskrevs av Ephraim Porter Felt 1918.  Resseliella cincta ingår i släktet Resseliella och familjen gallmyggor.
Artens utbredningsområde är New York. Inga underarter finns listade i Catalogue of Life.